# Барьер Шоттки
Барье́р Шо́ттки или Шо́тки, (англ. Schottky barrier) — потенциальный барьер, появляющийся в приконтактном слое полупроводника, граничащего с металлом, равный разности работ выхода (энергий, затрачиваемых на удаление электрона из твёрдого тела или жидкости в вакуум) металла и полупроводника: {\displaystyle \phi _{O}=\phi _{M}-\phi _{\Pi }}.

## Описание
Назван по имени немецкого ученого Вальтера Шоттки (W. Schottky), исследовавшего такой барьер в 1939 году. Для возникновения потенциального барьера необходимо, чтобы работы выхода электронов из металла и полупроводника были различными. При сближении полупроводника n-типа с металлом, имеющим большую, чем у полупроводника, работу выхода {\displaystyle \phi }, металл заряжается отрицательно, а полупроводник — положительно, так как электронам легче перейти из полупроводника в металл, чем обратно. Напротив, при сближении полупроводника p-типа с металлом, обладающим меньшей {\displaystyle \phi }, металл заряжается положительно, а полупроводник — отрицательно. При установлении равновесия между металлом и полупроводником возникает контактная разность потенциалов:
{\displaystyle U_{k}={\frac {\phi _{M}-\phi _{\Pi }}{e}},}
где {\displaystyle e} — заряд электрона.
Из-за большой электропроводности металла электрическое поле в него не проникает, и разность потенциалов {\displaystyle U_{k}} создается в приповерхностном слое полупроводника. Направление электрического поля в этом слое таково, что энергия основных носителей заряда в нем больше, чем в толще полупроводника. В результате в полупроводнике вблизи контакта с металлом при {\displaystyle \phi _{M}>\phi _{\Pi }} для полупроводника n-типа, или при {\displaystyle \phi _{M}<\phi _{\Pi }} для полупроводника p-типа возникает потенциальный барьер.
В реальных структурах металл-полупроводник соотношение {\displaystyle \phi _{O}=\phi _{M}-\phi _{\Pi }} не выполняется, так как на поверхности полупроводника или в тонкой диэлектрической прослойке, часто образующейся между металлом и полупроводником, обычно имеются поверхностные состояния.
Барьер Шоттки обладает выпрямляющими свойствами. Ток через него при наложении внешнего электрического поля создается почти целиком основными носителями заряда, что означает отсутствие явления инжекции, накопления и рассасывания зарядов.  Контакты металл — полупроводник с барьером Шоттки широко используются в сверхвысокочастотных детекторах, транзисторах и фотодиодах.
Диоды, использующие этот барьер, называются диодами Шоттки или диодами с барьером Шоттки (ДШБ). Существуют также транзисторы Шоттки.